# Hrabstwo Grant (Dakota Północna)

Piramida wieku hrabstwa

Hrabstwo Grant (ang. Grant County) to hrabstwo w południowej części stanu Dakota Północna w Stanach Zjednoczonych. Hrabstwo zajmuje powierzchnię 4 314,71 km². Według szacunków United States Census Bureau w roku 2006 miało 2 588 mieszkańców. Siedzibą hrabstwa jest Carson.

## Geografia
Hrabstwo Grant zajmuje powierzchnię całkowitą 4 314,71 km², z czego 4 297,98 km² to powierzchnia lądowa, a 16,73 km² (0,4%) to powierzchnia wodna.

### Miejscowości
- Carson
- Elgin
- Leith
- New Leipzig

### CDP
- Raleigh
- Heil